# تناجر ذو سبعة ألوان
تناجر ذو سبعة ألوان (الاسم العلمي: Tangara fastuosa)، هو نوع من الطيور يتبع فصيلة التناجر ضمن رتبة العصفوريات.